# 868-HACK
868-HACK là một game roguelike do chính Michael Brough (còn gọi là Smestorp) đồng phát triển và phát hành. Game được phát hành vào ngày 30 tháng 8 năm 2013 cho iOS và ngày 27 tháng 1 năm 2015 cho Microsoft Windows và Mac OS X thông qua nền tảng phân phối Steam. Bản mở rộng "PLAN.B" được phát hành vào ngày 11 tháng 7 năm 2017.

## Lối chơi
Người chơi điều khiển chương trình hack trong hệ thống máy tính và phải đoạt lấy càng nhiều dữ liệu máy tính càng tốt trước khi chương trình bảo vệ phá hủy nó. Lối chơi đi theo kiểu của thể loại thám hiểm hang động, với các phòng được tạo ngẫu nhiên. Người chơi phải thu thập các chìa khóa để mở khóa các nút hack.
Đồ họa của trò chơi giống với đồ họa của ZX Spectrum.

## Cốt truyện
Trò chơi diễn ra trong một bối cảnh cyberpunk, nơi được nhắc đến trong tiêu đề của game, việc hack được thực hiện bằng phương thức quay số.

## Đón nhận
868-HACK được các nhà phê bình tích cực đón nhận, với tổng điểm 84 trên Metacritic.
Harry Slater của Pocket Gamer đã gọi game này "hấp dẫn" nhưng "trải nghiệm khó khăn một cách khó tin", mang đến "sự độc đáo và hấp dẫn đối với một số xu hướng hiện tại của trò chơi hiện đại". Trò chơi đã nhận được giải bạc của Pocket Gamer.
Edge Online đã gọi trò chơi này là "khó khăn ghê gớm" và "suy nghĩ tỉ mỉ", và "một trong những trò chơi iOS thông minh nhất trong một thời gian".
Game nhận được đánh giá tích cực từ giới phê bình, những người đã biểu dương về mặt thiết kế trò chơi và mức độ gây nghiện cao.